# 空飛ぶ林檎
「空飛ぶ林檎」（そらとぶりんご）は、1985年8月から同年9月までNHK『みんなのうた』で放送された楽曲。

## 概要
作詞：松本隆、作曲：財津和夫、編曲：宮川晶（宮川彬良）。歌唱を担当する財津は「切手のないおくりもの（1982年版）」以来3度目の出演となった。
二人の男女が持っていたバスケットから突如飛び立った赤い林檎を女性が夢中で追いかけていってしまい、自分のことを忘れてしまったことを悲しむ男性の視点から描かれている
前作の「切手のないおくりもの」と同じく映像は実写であるが、本作では財津本人は映像中に登場しない。
初回放送から4か月後の1985年12月 - 1986年1月を皮切りに何度か放送された後しばらく再放送はなかったが、Eテレの企画「お願い!編集長」に寄せられたリクエストに賛同者が多く集まったため2013年6月22日・7月20日の「みんなのうたリクエスト」にて26年ぶりに再放送された。
2018年現在本曲の音源は発売されていない。